# Zonetoernooi dammen 2005 Gniezno
Het zonetoernooi dammen 2005 in Gniezno werd van 20 t/m 26  april 2005 gespeeld als kwalificatietoernooi voor het wereldkampioenschap 2005 in Amsterdam. 
Oorspronkelijk zouden de eerste 7 deelnemers zich plaatsen met een restrictie van 1 speler per land. 
Tijdens het toernooi maakte de FMJD duidelijk dat de eerste 8 deelnemers (met een restrictie van 1 per land) zich zouden plaatsen. 

## Deelnemers die zich in dit toernooi plaatsten voor het wereldkampioenschap 2005
- Mark Podolski  Duitsland
- Aleksandr Getmanski  Rusland
- Edvardas Bužinskis  Litouwen
- Roberts Misans  Letland
- Ron Heusdens  Nederland
- Igor Kirzner  Oekraïne
- Farhad Huseynov  Azerbeidzjan
- Laurent Nicault  Frankrijk

## Deelnemers die zich niet plaatsten maar alsnog deelnamen aan het wereldkampioenschap 2005
Naast de 8 geplaatste spelers namen uiteindelijk nog 4 andere deelnemers aan dit zonetoernooi deel aan het wereldkampioenschap. 
Vladimir Milsjin en Aleksej Domchev werden afgevaardigd door respectievelijk de Russische dambond en de Litouwse dambond als 2 van de 8 Europese bonden die rechtstreeks een speler mochten afvaardigen. 
Sjargej Nasevitsj en Bryan Wollaert vielen in voor geplaatste spelers die bij de opening niet op kwamen dagen.